# Vinkelsum
For en konveks polygon med n sider er den indre vinkelsum V i grader bestemt ved formlen
V=180°(n-2)

## Bevis
Beviset for formlen går ud på, at enhver konveks polygon består af n-2 trekanter, hvis man inddeler polygonen mest hensigtsmæssigt, og da en trekant altid har en vinkelsum på 180°, må polygonens vinkelsum derfor være antallet trekanter gange 180°. Den mest hensigtsmæssige inddeling betyder, at samtlige vinkelspidser i trekanterne også er polygonens vinkelspidser.